# Ctenothrissiformes
Die Ctenothrissiformes sind eine ausgestorbene Gruppe von Knochenfischen aus der Oberkreide. Es handelte sich um frühe und primitive Vertreter der Acanthomorpha, der Fischgruppe, die schließlich zu den modernen stachelflossentragenden Fischen führte.

## Merkmale
Die Ctenothrissiformes waren kurze, hochrückige und tiefbauchige Fische, die 29 bis 35 Wirbel hatten. Das Maxillare hatte keinen Anteil an der Bildung des Kieferrandes mehr, allerdings waren noch, wie bei niederen Teleostei, zwei Supramaxillare vorhanden. Im Kiemenbogenskelett fällt das besonders große dritte Pharyngobranchiale auf. Die Brustflossen saßen am Schultergürtel relativ weit oben, die Bauchflossen sind in eine Position unterhalb der Brustflossen gewandert. Echte Flossenstacheln fehlten noch, eine Fettflosse war nicht vorhanden. Im Schwanzflossenskelett finden sich noch 6 Hypuralia und 3 Epuralia. Die Schuppen sind ctenoidähnlich. 

## Gattungen
- Ctenothrissa
- Heterothrissa
- Aulolepis
- Humilichthys
- Pateroperca
- Pattersonichthys
- Phoenicolepis
- Protriacanthus